# Kalmar Sankt Johannes distrikt
Kalmar Sankt Johannes distrikt är ett distrikt i Kalmar kommun och Kalmar län.
Distriktet ligger i Kalmar.

## Tidigare administrativ tillhörighet
Distriktet inrättades 2016 och utgörs av del av det område som Kalmar stad omfattade före 1965.
Området motsvarar den omfattning Kalmar S:t Johannes församling hade vid årsskiftet 1999/2000 och som den fick 1989 efter utbrytning ur Kalmar församling.